# Clematis quinquefoliolata
Clematis quinquefoliolata är en ranunkelväxtart som beskrevs av John Hutchinson. Clematis quinquefoliolata ingår i släktet klematisar, och familjen ranunkelväxter. Inga underarter finns listade i Catalogue of Life.